# Marcignago
Marcignago (lombardul: Marsgnà) település Olaszországban, Lombardia régióban, Pavia megyében. Lakosainak száma 2413 fő (2023. január 1.). Marcignago Certosa di Pavia, Torre d’Isola, Vellezzo Bellini, Battuda, Trivolzio és Pavia községekkel határos.

## Népesség
A település lakossága az elmúlt években az alábbi módon változott:
| Lakosok száma | 2433 | 2472 | 2413 |
|               | 2017 | 2018 | 2023 |